# Municipio A
Das Municipio A ist eine Verwaltungseinheit innerhalb der uruguayischen Hauptstadt Montevideo.

## Lage und Zusammensetzung
Das Municipio A erstreckt sich auf den westlichen Teil des Departamentos Montevideo. Es besteht aus den Barrios Paso de la Arena, Nuevo París, Belvedere, Prado - Nueva Savona, La Teja, Cerro, Casabó - Pajas Blancas, La Paloma - Tomkinson und Tres Ombúes – Pueblo Victoria.

## Verwaltung
Alcalde des Municipios A ist im Jahr 2014 Gabriel Otero .